# Thierry Eliez

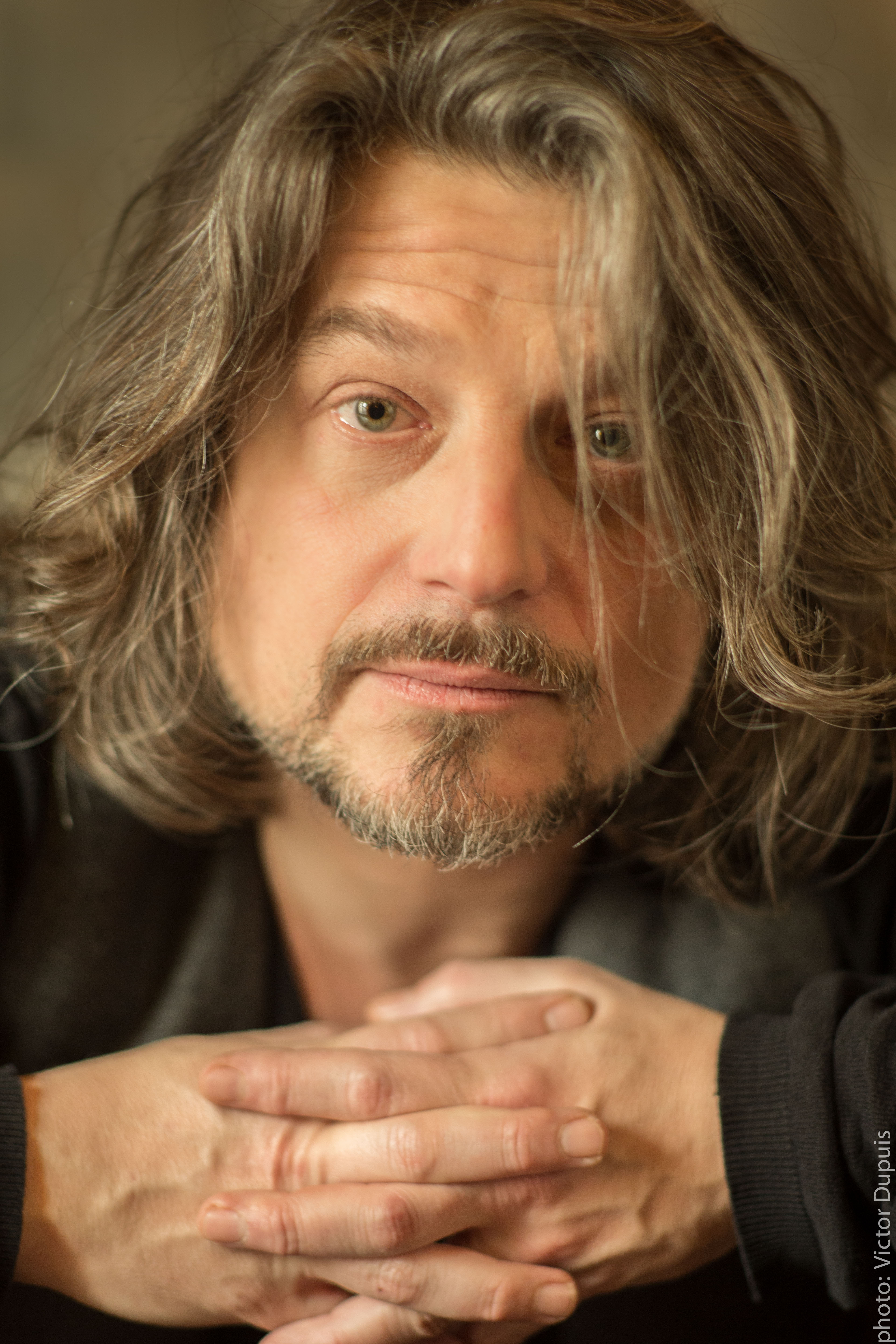
Thierry Eliez, 2013

Thierry Eliez (* 24. Juni 1964 in Arcachon) ist ein französischer Jazz-Pianist, Organist, Improvisationskünstler, Komponist und Arrangeur. Darüber hinaus ist er für seine Gesangsdarbietungen und Pfeifimprovisationen bekannt.

## Leben und Wirken
Eliez wurde in Arcachon geboren. Seit dem Alter von vier Jahren spielte er Klavier und, nachdem er Rhoda Scott im Fernsehen sah, Hammondorgel. Bei verschiedenen Privatlehrern nahm er acht Jahre lang Unterricht am klassischen Klavierspiel und, nachdem der den Jazz für sich entdeckte, spielte er nebenbei auf der Hammondorgel. Mit 17 Jahren unterschrieb er seinen ersten Vertrag als Pianist und wurde schnell über Westfrankreich hinaus bekannt.
Ab 1985 spielte er in verschiedenen Pariser Jazzclubs, wo er als jüngster Virtuose des französischen Jazz auf sich aufmerksam machte. Zusammen mit dem Geiger Didier Lockwood, Jean-Marc Jafet und André Ceccarelli nahm er 1986 das Album 1.2.3.4 auf. Aus dieser Zusammenarbeit entstand 1989 das Bandprojekt André Ceccarelli Trio, das drei vielbeachtete Alben hervorbrachte. 1990 erschien Dansez sur Moi mit Claude Nougaro und Toots Thielemans, 1992 mit André Ceccarelli und Jean-Marc Jafet Hat Snatcher, das 1993 bei den achten Victoires de la Musique zum besten Jazzalbum des Jahres gekürt und mit dem Preis Django D’or ausgezeichnet wurde. 1994 erschien in gleicher Besetzung mit dem Album 3 Around the 4 eine Hommage an die Beatles.
Von 1990 bis 2004 arbeitete Eliez als Pianist, Komponist, Arrangeur und musikalischer Leiter mit der amerikanischen Sängerin Dee Dee Bridgewater auf der Bühne und im Studio zusammen, wobei vier Alben entstanden: Keeping Tradition, Love & Peace Tribute to Horace Silver mit Horace Silver, Dear Ella und Live at Yoshi’s. Er komponierte für sie den Song For your Love, den sie im Duett mit ihrer Tochter China Moses für Sol en Si aufnahm.
1993 wandte sich die Sängerin und Geigerin Catherine Lara an Eliez, um mit ihr gemeinsam ihre Show Les Romantiques zu vertonen. Sie nahmen mehrere Alben auf. Eliez komponierte die Musik für die Alben Maldone und Graal, und gemeinsam komponierten sie zahlreiche weitere Musikstücke, für sich selbst, für Johnny Hallyday und Soundtracks für Filme und Serien für TF1 und das Musical La Légende du Graal (Die Legende vom Gral), nach einem Libretto von Jean-Jacques Thibaud.
Auf Bitten von Muriel Robin komponierte er mit ihr 2004 die Musik für ihre Show Au Secours; später arbeiteten beide an 12 Liedern für Robins geplantes Album, das jedoch nicht zustande kam.
Eliez entdeckte die junge Sängerin Ceilin Poggi, mit der er das Duo Jadden gründete, das große Jazz- und Popthemen der 1970er und 1990er Jahre neu interpretierte. 2007 wurde das Duo mit Yan Garac am Cello, Xavier Sanchez am Schlagzeug und Dominique Bertram am Kontrabass zum Quintett erweitert, wodurch Akkorde, Zeiträume und musikalische Einflüsse erweitert wurden.
Mit seinem Bruder Philippe am Schlagzeug und Daniel Ouvrard am Bass gründete Eliez das progressive Trio Eliez. Das erste Album Hot Keys von 2009 war eine Kompilation musikalischer Werke, die Eliez seit seiner Kindheit prägten. 2012 folgte das zweite Album Night Fears. Parallel holte der Komponist Éric Serra Eliez in sein Crossover-Jazz-Rock-Projekt RXRA, dessen sieben Musiker die großen Themen der von Serra geschriebenen Soundtracks zu den Filmen von Luc Besson neu arrangierten.
Im Auftrag von EuropaCorp interpretierte Eliez Musikstücke aus den Filmen Angel-A, Bandidas und Adèle und das Geheimnis des Pharaos neu.
Eliez ist in ganz Frankreich aktiv, wo er mit verschiedenen Formationen zusammenarbeitet, darunter die Paris Jazz Big Band unter der Leitung von Pierre Bertrand und Nicolas Folmer. Für Michel Legrand spielte er Hammondorgel und sang auf dessen Album Legrand Nougaro als Hommage an Claude Nougaro.
Seit Dezember 2019 ist er Mitglied der Zeuhl-Band Magma und an deren Alben ESKÄHL 2020 und Kartëhl beteiligt. 2024 legte er das Album Emerson Enigma (Dood Music) vor.